# دیوید پی لانداو
 دیوید پی لانداو (انگلیسی: David P. Landau؛ زاده ۲۲ ژوئن ۱۹۴۱) یک فیزیک‌دان است.